# Haloti Ngata
Etuini Haloti Ngata (nacido el 21 de enero de 1984 en Inglewood, California) es un exjugador de fútbol americano que ocupó la posición de defensive tackle con los Baltimore Ravens, Detroit Lions y Philadelphia Eagles de la National Football League (NFL). Jugó fútbol americano colegial para la Universidad de Oregón. Los Ravens lo eligieron en la primera ronda del Draft de la NFL de 2006, y fue seleccionado para el Pro Bowl en cinco ocasiones.

## Carrera universitaria
Un miembro devoto de La Iglesia de Jesucristo de los Santos de los Últimos Días, Ngata tuvo problemas para tomar su decisión de universidad. Finalmente firmó una carta de intención nacional para jugar en el equipo de la Universidad de Oregón, los Oregon Ducks. Ngata se desgarró el ligamento cruzado anterior (ACL) en una jugada de patada de despeje en el año 2003 y se perdió el resto de la temporada. Pero en las dos próximas temporadas, se convirtió en uno de los mejores jugadores de fútbol americano universitario. Totalizó 107 tacleadas, 17.5 tacleadas para pérdida, y 6.5 capturas en las temporadas 2004 y 2005. Fue seleccionado al segundo equipo All-Pac-10 en 2004, y al primer equipo en 2005. Después de su última temporada en el 2005, fue reconocido como el Jugador Defensivo del Año del Pac-10 y un consenso con el primer equipo All-American, primera vez que un jugador de Oregón lo consigue en 43 años. Ngata también ganó elogios como un jugador peligroso en equipos especiales, pues bloqueó siete balones durante su carrera de tres años en Oregón.
Ngata levantó 495 (225 kg) en el press de banca, ocupando el segundo lugar de todos los tiempos entre los jugadores de fútbol americano de Oregón, solo por detrás de Igor Olshansky que levantó 505 libras (229 kg).

## Carrera profesional

### Draft NFL 2006
Ngata decidió abandonar Oregon un año antes debido a que su madre, Ofa , se encontraba en las primeras etapas de diálisis renal. Ella murió a causa de su enfermedad el 13 de enero de 2006.
Ngata fue seleccionado por los Baltimore Ravens en la primera ronda (12 global) en el Draft de la NFL de 2006. Fue la primera vez en la historia de la franquicia que los Ravens utilizaron una selección de primera ronda en un liniero defensivo. Ngata se convirtió en el más alto liniero defensivo seleccionado de la actual conferencia Pac-12 desde Andre Carter en 2001.

### Baltimore Ravens

#### Inicio de su Carrera
El 28 de julio de 2006, Ngata acordó un contrato de cinco años por $14 millones con los Ravens. En su primera temporada, comenzó de titular en los 16 partidos y terminó la campaña con 31 tacleadas, una captura y una intercepción. La temporada siguiente, hizo 63 tacleadas y tres capturas. Ngata tuvo dos intercepciones en el 2008.

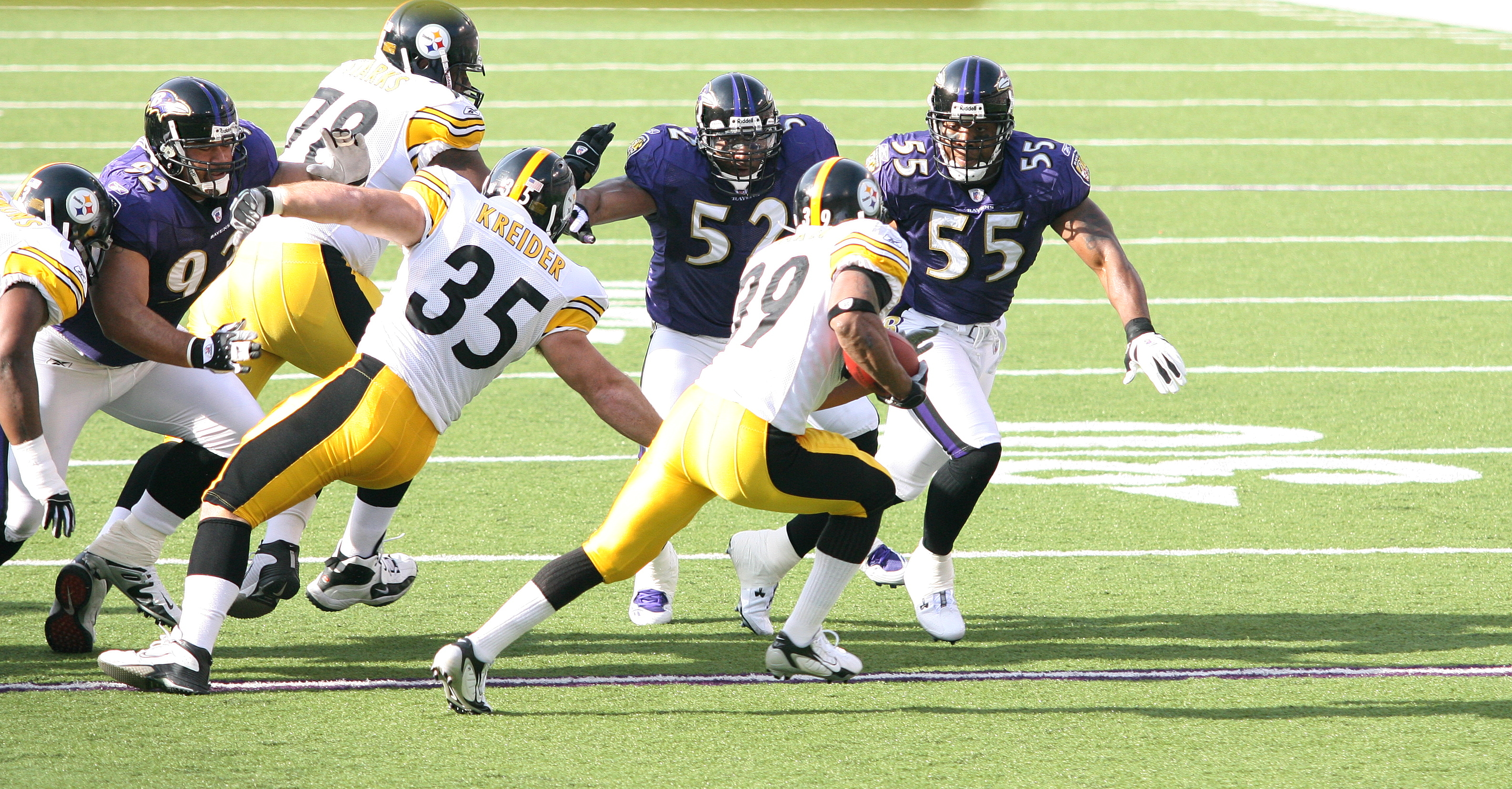
Ngata (izquierda), Ray Lewis, y Terrell Suggs persiguiendo al running back Willie Parker de los Steelers el 2006.

#### Temporada 2009
Durante la temporada 2009, Ngata fue titular en los 16 partidos de temporada regular y los dos juegos de postemporada de los Ravens. Durante la temporada regular, registró 36 tacleadas, de los cuales 26 fueron en solitario y 1.5 capturas. Fue elegido por primera vez en su carrera para jugar en el Pro Bowl de la NFL.

#### Temporada 2010
Después de una excelente temporada 2010 que incluyó 63 tacleadas y 5.5 capturas, Ngata fue seleccionado para el primer equipo All-Pro.

#### Temporada 2011
El 15 de febrero, los Ravens etiquetaron a Ngata como jugador franquicia. El 20 de septiembre, firmó un contrato de cinco años y $61 millones.
Los Ravens abrieron la temporada 2011 en casa contra los Pittsburgh Steelers el 11 de septiembre. En el juego Ngata forzó un balón suelto y desvió un pase que condujo a un Ray Lewis a interceptarlo; los Ravens ganaron 35-7. Dos semanas más tarde contra los St. Louis Rams , Ray Lewis capturó a  Sam Bradford. Bradford perdió el balón, y el balón fue recuperado por Ngata quien anotó su primer touchdown en su carrera en temporada regular.
El 2 de octubre de 2011, durante el partido de los Ravens contra New York Jets, Ngata capturó al quarterback Mark Sanchez, causando que soltara balón y que el linebacker de los Ravens Jarret Johnson tomara el balón del suelto y lo devolviera para touchdown. Los Ravens ganaron el partido 34-17. Después de revisar el golpe, la NFL impuso una multa $15.000 contra Ngata por rudeza contra el quarterback a pesar de que no hubo ninguna sanción por parte de los árbitros del juego.
Ngata terminó la temporada con un récord personal de 64 tacleadas (36 en solitario), junto con cinco capturas, dos balones sueltos forzados y cinco pases defendidos. También tuvo su tercera participación consecutiva en el Pro Bowl.
Ngata efue conocido en toda la NFL por ser un jugador muy versátil. Principalmente se alineaba en el extremo del lado fuerte en la defensiva de los Baltimore Ravens en el esquema de 3-4, pero a veces se alineaba como nose tackle. En el esquema 4-2, él se alineaba como defensive end. Esta versatilidad hace a Ngata uno de los tackles defensivos más dominantes en la NFL.
El 3 de febrero de 2013 los Ravens derrotaron a los San Francisco 49ers por 34-31 en el Super Bowl XLVII.

### Detroit Lions
El 10 de marzo de 2015, Ngata fue canjeado a los Detroit Lions a cambio de una selección de cuarta ronda de 2015 (utilizada para seleccionar a Za'Darius Smith) y una selección de quinta ronda de 2015 (utilizada por los Arizona Cardinals para seleccionar a Shaquille Riddick). Ngata luchó en la primera mitad de la temporada con una lesión, pero se recuperó y terminó con 2.5 capturas y 24 tacleadas.
El 9 de marzo de 2016, los Detroit Lions volvieron a firmar a Ngata con un contrato de dos años y $12 millones, con $6 millones garantizados. Sin embargo, se vio afectado por una lesión en el hombro que limitó su tiempo de juego. En total, jugó 13 partidos y terminó la temporada 2016 con 22 tacleadas, 1.5 capturas y tres pases defendidos.
El 11 de octubre de 2017, Ngata fue colocado en la lista de reservas de lesionados luego de sufrir un desgarro de bíceps en la Semana 5 contra los Carolina Panthers. Inició como titular en los cinco juegos antes de la lesión y registró siete tacleadas y un desvío de pase.

### Philadelphia Eagles
El 15 de marzo de 2018, Ngata firmó un contrato de un año con los Philadelphia Eagles. En su única temporada con los Eagles apareció en 13 juegos y registró 17 tacleadas, incluida una captura.

## Personal
Ngata es el primo del ala defensiva de los Indianapolis Colts Moala Fili. Se casó con Christina Adams en junio de 2007. Ngata también perdió a su padre, que trabajaba como conductor de camión, en un accidente de tráfico durante su estancia en Oregón.

## Estadísticas generales
|  | Seleccionado al Pro Bowl |

| Año   | Equipo | Juegos | Juegos | Tacleadas | Tacleadas | Tacleadas | Tacleadas | Intercepciones | Intercepciones | Intercepciones | Intercepciones | Intercepciones | Intercepciones | Balones sueltos | Balones sueltos | Balones sueltos | Balones sueltos |
| Año   | Equipo | GP     | GS     | Comb      | Total     | Ast       | Sck       | PDef           | Int            | Yds            | Avg            | Lng            | TDs            | FF              | FR              | Yds             | TDs             |
| ----- | ------ | ------ | ------ | --------- | --------- | --------- | --------- | -------------- | -------------- | -------------- | -------------- | -------------- | -------------- | --------------- | --------------- | --------------- | --------------- |
| 2006  | BAL    | 16     | 16     | 31        | 13        | 18        | 1.0       | 2              | 1              | 60             | 60.0           | 60             | 0              | 0               | 0               | --              | --              |
| 2007  | BAL    | 16     | 16     | 63        | 44        | 19        | 3.0       | 1              | --             | --             | --             | --             | --             | 1               | 0               | --              | --              |
| 2008  | BAL    | 16     | 16     | 55        | 43        | 12        | 1.0       | 6              | 2              | 8              | 4.0            | 7              | 0              | 0               | 0               | --              | --              |
| 2009  | BAL    | 14     | 13     | 35        | 26        | 9         | 1.5       | 1              | --             | --             | --             | --             | --             | 1               | 1               | 0               | 0               |
| 2010  | BAL    | 16     | 15     | 63        | 47        | 16        | 5.5       | 5              | --             | --             | --             | --             | --             | 0               | 1               | 0               | 0               |
| 2011  | BAL    | 16     | 16     | 65        | 37        | 28        | 5.0       | 6              | --             | --             | --             | --             | --             | 2               | 3               | 28              | 1               |
| 2012  | BAL    | 14     | 14     | 51        | 33        | 18        | 5.0       | 1              | --             | --             | --             | --             | --             | 0               | 0               | --              | --              |
| 2013  | BAL    | 15     | 15     | 52        | 23        | 29        | 1.5       | 3              | --             | --             | --             | --             | --             | 0               | 0               | --              | --              |
| 2014  | BAL    | 12     | 12     | 32        | 19        | 13        | 2.0       | 7              | 2              | 16             | 8.0            | 13             | 0              | 2               | 0               | --              | --              |
| 2015  | DET    | 14     | 14     | 24        | 15        | 9         | 2.5       | 3              | --             | --             | --             | --             | --             | 0               | 0               | --              | --              |
| 2016  | DET    | 13     | 13     | 22        | 11        | 11        | 1.5       | 3              | --             | --             | --             | --             | --             | 0               | 0               | --              | --              |
| 2017  | DET    | 5      | 5      | 7         | 7         | 0         | 2.0       | 1              | --             | --             | --             | --             | --             | 0               | 0               | --              | --              |
| 2018  | PHI    | 13     | 9      | 17        | 11        | 6         | 1.0       | 1              | --             | --             | --             | --             | --             | 1               | 0               | --              | --              |
| Total | Total  | 180    | 174    | 517       | 329       | 188       | 32.5      | 40             | 5              | 84             | 16.8           | 60             | 0              | 7               | 5               | 28              | 1               |

Fuente: Pro-Football-Reference.com